# 李哲輝
李哲輝（1994年3月20日—），台灣男子羽球運動員。合作金庫羽球隊成員，2018年亞洲運動會羽毛球比賽與李洋搭檔贏得男子雙打銅牌，為中華台北在亞洲運動會羽毛球比賽的首枚男雙獎牌。就讀國立體育大學競技與教練科學研究所。

## 生平
李哲輝就讀臺北市士林區社子國民小學一年級的時候，就與哥哥一起打羽毛球，三年級時加入校隊。國中就讀臺北市立中山國民中學

，高中就讀國立基隆高級中學，畢業之後曾經前往高雄加盟亞柏羽球隊，之後因為難以找到適合的雙打搭檔而轉隊至合作金庫羽球隊，並在教練廖國茂的安排之下，從2015年初開始與國小到高中以來都就讀同校的學弟李洋搭檔。
2015年11月，李哲輝/李洋參加韓國羽毛球大師賽，在八強賽時遭遇頭號種子李龍大/柳延星，對手因傷退賽而晉級準決賽。最後在準決賽中以0-2（17-21、14-21）敗給韓國的金基正/金沙朗，寫下兩人搭配後在國際賽中的最佳成績。同月，兩人在馬來西亞國際挑戰賽決賽，以1-2（17-21、21-16、21-18）敗於同隊的林家佑/巫孝霖，獲得亞軍。
2016年1月，李哲輝與李洋參加全國羽球排名賽，在決賽中以2比0（21-18、21-14）擊敗呂佳彬/廖冠皓，獲得第一項全國賽冠軍。

### 超級賽奪冠
2016年7月，李哲輝/李洋在越南羽毛球大獎賽首次闖入世界羽聯大獎賽級別的決賽，並在最後以2比1（18-21、21-14、21-7）逆轉戰勝馬來西亞的古健傑/陳文宏，奪得兩人合作以來的第一座國際賽冠軍。12月，兩人出戰澳門羽毛球黃金大獎賽，並在決賽以2比1（17-21、21-18、21-19）擊敗中國的魯愷/張楠，獲得生涯首座黃金大獎賽冠軍。同月，兩人再度出戰韓國羽毛球大師賽，最終在決賽以0比2（19-21、18-21）負於韓國的高成炫/金載煥，連續兩周參賽皆收穫佳績。
及至2017上半年，李哲輝與李洋除了在中華台北羽球公開賽獲得亞軍，其他國際公開賽的最佳成績僅止步八強，在世界大學運動會羽球比賽也在被看好奪金之下於四強落敗，僅得銅牌。2017年10月底，兩人在法國羽毛球超級賽男雙準決賽以2比1（19-21、21-13、21-19）逆轉戰勝當屆世錦賽冠軍劉成/張楠；在決賽中，首次晉級超級系列賽決賽的李哲輝和李洋以直落二（21-19、23-21）擊敗尋求衛冕的丹麥組合瑪蒂亞斯·鮑伊/卡斯騰·摩根森，奪得生涯第一個超級系列賽冠軍。

### 亞運會銅牌
2018年8月底，李哲輝與李洋代表中華台北參加在雅加達舉辦的亞洲運動會羽毛球比賽男子團體及男子雙打項目。在團體賽中，他們以第二雙打身分助隊伍贏得銅牌。在男子雙打方面，兩人在16強擊敗中國的劉成/張楠，8強時再戰勝韓國的催率圭/姜敏赫，最終於準決賽敗於大會頭號種子、印尼的马库斯·费尔纳尔迪·吉德翁/凱文·桑加亞·蘇卡穆約而獲得銅牌，亦為中華台北在亞洲運動會羽毛球比賽的第一面男雙獎牌。
由於搭檔李洋在2018年底決定轉隊至土地銀行羽球隊，李哲輝遂與楊博軒搭檔，並在2019年泰國羽毛球大師賽時首次征戰國際賽。2019年1月，李哲輝/楊博軒在全國羽球排名賽決賽戰勝前搭檔李洋與王齊麟的組合，奪下搭檔後首冠。3月，李哲輝/楊博軒在中國陵水羽毛球大師賽男雙決賽擊敗地主選手歐烜屹/任翔宇，奪下兩人國際賽首冠。

### 終結四年冠軍荒，突破新搭檔最佳成績
在2023年世界羽聯世界巡迴賽與搭檔楊博軒表現不俗，在德國、奧爾良公開賽闖入四強，更在高雄大師賽奪下亞軍，但依舊無法終結冠軍荒。11月7日出戰2023年韓國羽毛球大師賽，在次輪2比1(14-21、23-21、21-16)驚險逆轉印尼新組合K·S·蘇卡穆約/R·希達亞特，八強三局(16-21、21-12、21-14)逆轉同胞張課琦/柏禮維，在四強直落二(21-19、21-18)橫掃擊敗世界冠軍姜敏赫/徐承宰，最終在決賽兩局(21-17、21-19)力壓奧運冠軍李洋/王齊麟，終結四年來的冠軍荒，也是和楊博軒合拍以來最佳成績。

## 主要比賽成績
只列出曾進入準決賽的國際賽事成績：
| 年份   | 賽事                     | 公開賽級別 | 項目     | 搭檔   | 成績   |
| ------ | ------------------------ | ---------- | -------- | ------ | ------ |
| 2015年 | 荷蘭羽毛球大獎賽         | 大獎賽     | 男子雙打 | 李洋   | 準決賽 |
| 2015年 | 韓國羽毛球大師賽         | 大獎賽     | 男子雙打 | 李洋   | 準決賽 |
| 2015年 | 馬來西亞羽毛球國際挑戰賽 | 國際挑戰賽 | 男子雙打 | 李洋   | 亞軍   |
| 2016年 | 越南羽毛球大獎賽         | 大獎賽     | 男子雙打 | 李洋   | 冠軍   |
| 2016年 | 世界大學生羽毛球錦標賽   | 其他       | 混合團體 | －     | 冠軍   |
| 2016年 | 世界大學生羽毛球錦標賽   | 其他       | 男子雙打 | 李洋   | 亞軍   |
| 2016年 | 荷蘭羽毛球大獎賽         | 大獎賽     | 男子雙打 | 李洋   | 冠軍   |
| 2016年 | 澳門羽毛球黃金大獎賽     | 黃金大獎賽 | 男子雙打 | 李洋   | 冠軍   |
| 2016年 | 韓國羽毛球大師賽         | 大獎賽     | 男子雙打 | 李洋   | 亚軍   |
| 2017年 | 中華台北羽球公開賽       | 黃金大獎賽 | 男子雙打 | 李洋   | 亚軍   |
| 2017年 | 世界大學運動會羽毛球比賽 | 其他       | 混合團體 | －     | 金牌   |
| 2017年 | 世界大學運動會羽毛球比賽 | 其他       | 男子雙打 | 李洋   | 銅牌   |
| 2017年 | 法國羽毛球超級賽         | 超級賽     | 男子雙打 | 李洋   | 冠軍   |
| 2017年 | 澳門羽毛球黃金大獎賽     | 黃金大獎賽 | 男子雙打 | 李洋   | 準決賽 |
| 2018年 | 亞洲運動會羽毛球比賽     | 其他       | 男子團體 | －     | 銅牌   |
| 2018年 | 亞洲運動會羽毛球比賽     | 其他       | 男子雙打 | 李洋   | 銅牌   |
| 2018年 | 法國羽毛球公開賽         | 超級750賽  | 男子雙打 | 李洋   | 準決賽 |
| 2019年 | 中國陵水羽毛球大師賽     | 超級100賽  | 男子雙打 | 楊博軒 | 冠軍   |
| 2019年 | 波蘭羽毛球公開賽         | 國際挑戰賽 | 男子雙打 | 楊博軒 | 冠軍   |
| 2019年 | 芬蘭羽毛球公開賽         | 國際挑戰賽 | 男子雙打 | 楊博軒 | 準決賽 |
| 2019年 | 越南羽毛球國際挑戰賽     | 國際挑戰賽 | 男子雙打 | 楊博軒 | 準決賽 |
| 2019年 | 加拿大羽毛球公開賽       | 超級100賽  | 混合雙打 | 許雅晴 | 準決賽 |
| 2019年 | 美國羽毛球公開賽         | 超級300賽  | 混合雙打 | 許雅晴 | 冠軍   |
| 2019年 | 海得拉巴羽毛球公開賽     | 超級100賽  | 男子雙打 | 楊博軒 | 準決賽 |
| 2019年 | 秋田羽毛球大師賽         | 超級100賽  | 男子雙打 | 楊博軒 | 準決賽 |
| 2019年 | 越南羽毛球公開賽         | 超級100賽  | 男子雙打 | 楊博軒 | 準決賽 |
| 2019年 | 越南羽毛球公開賽         | 超級100賽  | 混合雙打 | 許雅晴 | 亞軍   |
| 2019年 | 韓國羽毛球大師賽         | 超級300賽  | 混合雙打 | 許雅晴 | 準決賽 |
| 2020年 | 泰國羽毛球大師賽         | 超級300賽  | 男子雙打 | 楊博軒 | 準決賽 |
| 2022年 | 海洛羽球公開賽           | 超級300賽  | 男子雙打 | 楊博軒 | 亞軍   |
| 2022年 | 澳洲羽球公開賽           | 超級300賽  | 男子雙打 | 楊博軒 | 準決賽 |
| 2023年 | 德國羽球公開賽           | 超級300賽  | 男子雙打 | 楊博軒 | 準決賽 |
| 2023年 | 奧爾良羽球大師賽         | 超級300賽  | 男子雙打 | 楊博軒 | 準決賽 |
| 2023年 | 加拿大羽毛球公開賽       | 超級500賽  | 混合雙打 | 許雅晴 | 準決賽 |
| 2023年 | 高雄羽毛球大師賽         | 超級100賽  | 男子雙打 | 楊博軒 | 亞軍   |
| 2023年 | 韓國羽毛球大師賽         | 超級300賽  | 男子雙打 | 楊博軒 | 冠軍   |
| 2024年 | 德國羽球公開賽           | 超級300賽  | 男子雙打 | 楊博軒 | 冠軍   |
| 2024年 | 法國羽球公開賽           | 超級750賽  | 男子雙打 | 楊博軒 | 亞軍   |
| 2024年 | 全英羽毛球公開賽         | 超級1000賽 | 男子雙打 | 楊博軒 | 準決賽 |
| 2024年 | 亞洲羽毛球錦標賽         | 其他       | 男子雙打 | 楊博軒 | 季軍   |
| 2024年 | 湯姆斯盃                 | 其他       | 男子團體 | －     | 季軍   |
| 2024年 | 台北羽球公開賽           | 超級300賽  | 男子雙打 | 楊博軒 | 冠軍   |

| 2007-2017年 | 首要超級賽 | 超級賽 | 黃金大獎賽 | 大獎賽 | 國際挑戰賽 | 國際系列賽 | 未來系列賽 | 其他 |

| 2018-2026年 | 總決賽 | 超級1000賽 | 超級750賽 | 超級500賽 | 超級300賽 | 超級100賽 | 國際挑戰賽 | 國際系列賽 | 未來系列賽 | 其他 |

### 奧運會和世錦賽參賽紀錄
|          | 搭檔   | 2018 | 2021 | 2022 | 2023 |
| -------- | ------ | ---- | ---- | ---- | ---- |
| 男子雙打 | 李洋   | 32強 | －   | －   | －   |
| 男子雙打 | 杨博轩 | －   | 32強 | 32強 | 16強 |
|          |        |      |      |      |      |
| 混合雙打 | 許雅晴 | －   | 64強 | 64強 | －   |

## 外部連結
- （繁體中文）李哲輝 LEE Jhe-Huei的Facebook專頁